# Egeu (fill de Pandíon)

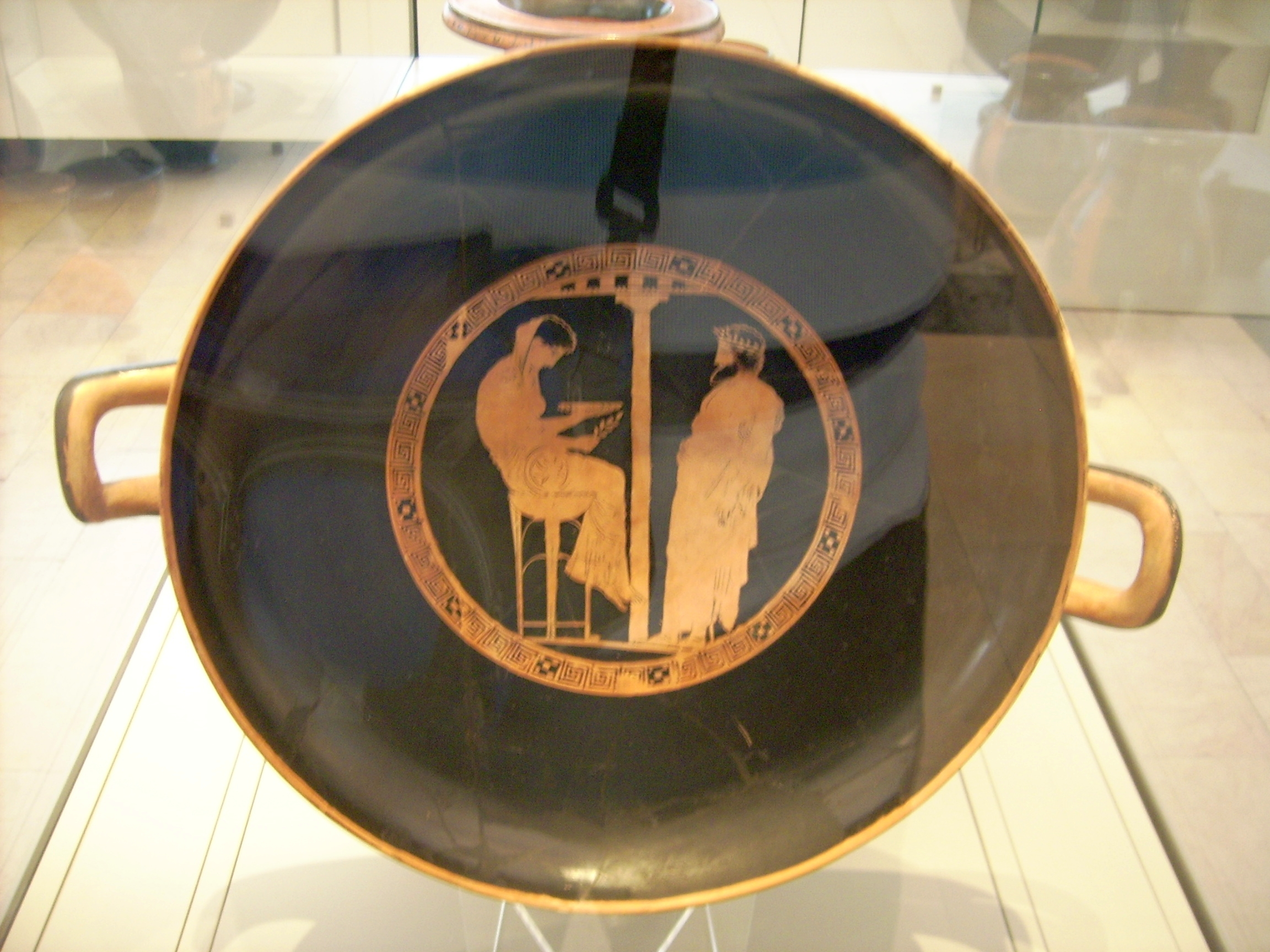
El rei Egeu d'Atenes consultant l'oracle (ca. 440-430 aC).

Segons la mitologia grega, Egeu (en grec antic Αἰγεύς) va ser un rei d'Atenes, fill de Pandíon i de Pília.
Pandíon havia estat expulsat d'Atenes pels fills de Mecíon, i es va refugiar a Mègara, on es va casar amb Pília, la filla del rei Pilas, i va acabar succeint el seu sogre al tron de la ciutat. A Mègara Pandíon va tenir els seus quatre fills, Egeu, Pal·lant, Nisos i Licos. Quan Pandíon va morir, els seus fills van marxar contra Atenes, la van reconquerir i es van repartir el poder, però Egeu era el més gran i va obtenir la part més gran del territori, que incloïa la regió de l'Àtica.
Egeu es va casar primer amb Meta, la filla d'Hoples, un dels fills de l'heroi Ió. Després amb Calcíope, filla de Rexènor (o de Calcodont). D'aquests dos matrimonis no va tenir fills, i Egeu ho atribuïa a la còlera d'Afrodita Urània, nascuda d'Úranos, i per això va introduir el seu culte a Atenes. Després va anar a consultar l'oracle de Delfos del que va rebre una resposta obscura: "No deslliguis tu, el més excel·lent dels homes, el tap que sobresurt del bot de vi abans d'haver arribat al punt més alt de la ciutat d'Atenes". Va tornar cap a la sev ciutat i pel camí va parar a Trezè, a la cort del rei Piteu, el fill de Pèlops. Quan aquest va sentir la resposta de l'oracle la va entendre de seguida. Va emborratxar Egeu i durant la nit el va ficar al llit de la seva filla Etra, la mateixa nit que Posidó s'uní també amb la jove. Quan va marxar, Egeu li va dir a Etra que si un dia infantava un fill no li digués el nom del seu pare, però va deixar sota una roca unes sandàlies i la seva espasa. Va dir a Etra que quan el noi fos prou gran per aixecar la pedra hi descobriria la manera de trobar el seu pare. Aquell noi va ser Teseu, que de vegades se'l fa fill de Posidó.
Quan Egeu marxà de Trozen Medea el va anar a trobar i li va prometre que posaria fi a la seva esterilitat si es casava amb ella. Egeu s'hi casà i ella li va donar un fill, Medos. Mentrestant, Teseu, ja gran, va arribar a Atenes. Medea, que sabia qui era Teseu per la seva màgia, va provar de que Egeu el matés, però ell, després de donar a Teseu una copa enverinada reconegué pel puny de l'espasa que aquell era el seu fill i li apartà la copa dels llavis. Medea va haver de fugir amb el seu propi fill. Teseu va arribar en bon moment. Els fills de Pal·lant s'havien alçat en armes contra Egeu i volien destronar-lo. Teseu l'ajudà a reconquerir el poder.
Egeu va reconèixer davant de Minos, el rei de Creta, que era culpable de la mort d'Androgeu i Minos va envair l'Àtica. Li imposà un tribut humà de cinquanta nois i cinquanta noies a l'any per alimentar el Minotaure i això donà lloc a l'expedició de Teseu contra Creta, però va provocar la mort d'Egeu, que, ja vell, va donar al seu fill una nau amb veles negres, i li va dir que si reeixia en l'empresa, a la tornada hissés veles blanques en senyal de victòria. Però l'heroi, confós per les malediccions d'Ariadna, a la qual havia abandonat a Naxos, oblidà aquest encàrrec, i Egeu, en veure arribar la nau amb les mateixes veles, es pensà que el seu fill havia fracassat i va saltar al mar, que des d'aleshores és conegut amb el seu nom, mar Egea.